# Apeadeiro de Oura
O Apeadeiro de Oura é uma interface encerrada da Linha do Corgo, que servia a localidade de Oura, no Concelho de Chaves, em Portugal.

## História
Este apeadeiro situava-se no lanço da Linha do Corgo entre as estações de Pedras Salgadas e Vidago, que foi inaugurado em 20 de Março de 1910.
Em 1934, o Ministro das Obras Públicas aprovou a instalação de uma plataforma e de um abrigo de passageiros nesta interface, então com a categoria de paragem. Nesse ano, a Companhia Nacional de Caminhos de Ferro, que estava a explorar a Linha do Corgo, construiu um alpendre para servir de abrigo.
O lanço entre Chaves e Vila Real foi uma das linhas encerradas em 2 de Janeiro de 1990, como parte de um programa de reestruturação da operadora Caminhos de Ferro Portugueses.